# Équipe de Tunisie de football au Championnat d'Afrique des nations

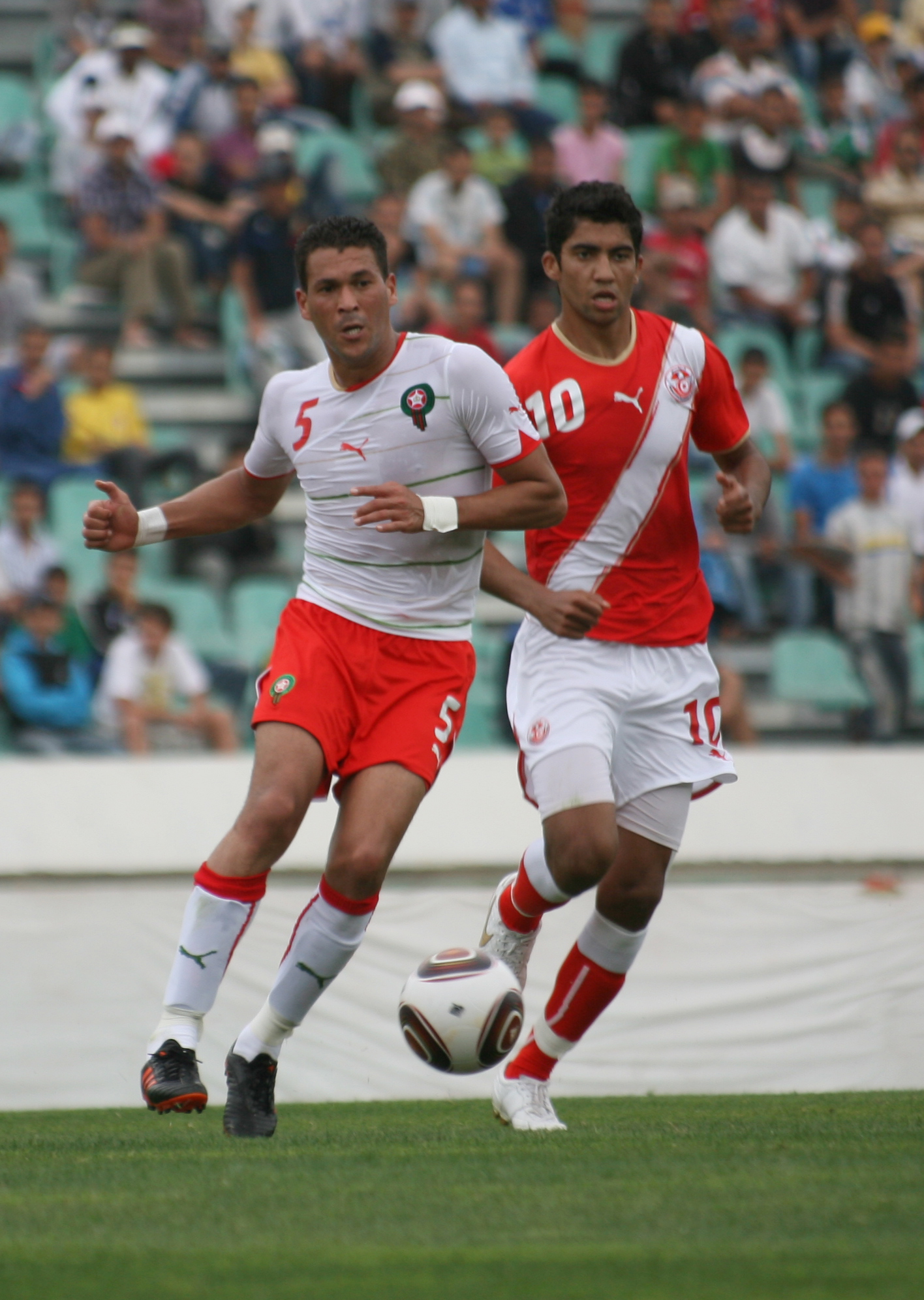
Tunisie contre le Maroc, pour les qualifications au CHAN 2011.

Cet article est consacré à l'historique de l'équipe de Tunisie A' au Championnat d'Afrique des nations. La Tunisie a participé à deux éditions du championnat d'Afrique des nations en 2011 et 2016. Lors de l'édition 2009, elle est représentée par l'équipe olympique, placée sous la direction de Mondher Kebaier ; elle y est éliminée en phase de qualification.
En 2011, sous la direction de Sami Trabelsi, elle se qualifie pour la phase finale et remporte le championnat en battant l'Angola en finale. En 2014, placée sous la direction de Nabil Maâloul, elle est éliminée en phase de qualification. Lors de l'édition 2016, placée sous la direction de Henryk Kasperczak, la Tunisie se qualifie pour la phase finale mais c'est Hatem Missaoui qui dirige l'équipe au Rwanda ; la Tunisie est éliminée en quarts de finale par le Mali. La Fédération tunisienne de football annonce que la Tunisie ne participe pas à l'édition 2018.
Lors des qualifications du championnat d'Afrique des nations 2020, la Tunisie affronte la Libye en deux matchs à domicile et à l'extérieur, remportant le premier match (1-0) au stade olympique de Radès et le second (2-1) au stade Boubker-Amar ; Anice Badri marque les buts pour la Tunisie dans les deux cas. L'équipe nationale se qualifie pour la phase finale mais, le 20 décembre 2019, la qualification est retirée par la Fédération tunisienne de football en raison de l'intensité des matchs.

## Palmarès
| Championnat d'Afrique des nations | Championnat d'Afrique des nations | Championnat d'Afrique des nations | Championnat d'Afrique des nations | Championnat d'Afrique des nations | Championnat d'Afrique des nations | Championnat d'Afrique des nations | Championnat d'Afrique des nations | Championnat d'Afrique des nations |              | Qualifications pour le championnat d'Afrique des nations | Qualifications pour le championnat d'Afrique des nations | Qualifications pour le championnat d'Afrique des nations | Qualifications pour le championnat d'Afrique des nations | Qualifications pour le championnat d'Afrique des nations | Qualifications pour le championnat d'Afrique des nations | Qualifications pour le championnat d'Afrique des nations |
| Année                             | Résultat                          | Class.                            | J                                 | G                                 | N                                 | P                                 | Bp                                | Bc                                | J            | G                                                        | N                                                        | P                                                        | Bp                                                       | Bc                                                       | Sou                                                      |                                                          |
| --------------------------------- | --------------------------------- | --------------------------------- | --------------------------------- | --------------------------------- | --------------------------------- | --------------------------------- | --------------------------------- | --------------------------------- | ------------ | -------------------------------------------------------- | -------------------------------------------------------- | -------------------------------------------------------- | -------------------------------------------------------- | -------------------------------------------------------- | -------------------------------------------------------- | -------------------------------------------------------- |
| 2009                              | Non qualifiée                     | Non qualifiée                     | Non qualifiée                     | Non qualifiée                     | Non qualifiée                     | Non qualifiée                     | Non qualifiée                     | Non qualifiée                     | 2            | 0                                                        | 2                                                        | 0                                                        | 2                                                        | 2                                                        | [ 4 ]                                                    |                                                          |
| 2011                              | Vainqueur                         | 1re                               | 6                                 | 4                                 | 2                                 | 0                                 | 11                                | 3                                 | 2            | 0                                                        | 2                                                        | 0                                                        | 3                                                        | 3                                                        | [ 5 ]                                                    |                                                          |
| 2014                              | Non qualifiée                     | Non qualifiée                     | Non qualifiée                     | Non qualifiée                     | Non qualifiée                     | Non qualifiée                     | Non qualifiée                     | Non qualifiée                     | 2            | 0                                                        | 1                                                        | 1                                                        | 0                                                        | 1                                                        | [ 6 ]                                                    |                                                          |
| 2016                              | Quarts de finale                  | 8e                                | 4                                 | 1                                 | 2                                 | 1                                 | 9                                 | 5                                 | 4            | 1                                                        | 1                                                        | 2                                                        | 4                                                        | 5                                                        | [ 7 ]                                                    |                                                          |
| 2018                              | Non inscrite                      | Non inscrite                      | Non inscrite                      | Non inscrite                      | Non inscrite                      | Non inscrite                      | Non inscrite                      | Non inscrite                      | Non inscrite | Non inscrite                                             | Non inscrite                                             | Non inscrite                                             | Non inscrite                                             | Non inscrite                                             | Non inscrite                                             |                                                          |
| 2020                              | Qualifiée puis retirée            | Qualifiée puis retirée            | Qualifiée puis retirée            | Qualifiée puis retirée            | Qualifiée puis retirée            | Qualifiée puis retirée            | Qualifiée puis retirée            | Qualifiée puis retirée            | 2            | 2                                                        | 0                                                        | 0                                                        | 3                                                        | 1                                                        | [ 8 ]                                                    |                                                          |
| 2022                              | Forfait                           | Forfait                           | Forfait                           | Forfait                           | Forfait                           | Forfait                           | Forfait                           | Forfait                           | Forfait      | Forfait                                                  | Forfait                                                  | Forfait                                                  | Forfait                                                  | Forfait                                                  | Forfait                                                  |                                                          |
| 2024                              | À déterminer                      | À déterminer                      | À déterminer                      | À déterminer                      | À déterminer                      | À déterminer                      | À déterminer                      | À déterminer                      | À déterminer | À déterminer                                             | À déterminer                                             | À déterminer                                             | À déterminer                                             | À déterminer                                             | À déterminer                                             |                                                          |
| Total                             | Vainqueur                         | 2/7                               | 10                                | 5                                 | 4                                 | 1                                 | 20                                | 8                                 | 12           | 3                                                        | 6                                                        | 3                                                        | 12                                                       | 12                                                       | —                                                        |                                                          |

## Matchs
| N  | Date              | Lieu                | Adversaire | Score              | Compétition | Buteurs tunisiens                                     |
| -- | ----------------- | ------------------- | ---------- | ------------------ | ----------- | ----------------------------------------------------- |
| 1  | 30 mars 2008      | Tripoli, Libye      | Libye      | 1-1                | Q CHAN 2009 | Y. Mouihbi                                            |
| 2  | 13 avril 2008     | Tunis, Tunisie      | Libye      | 1-1 (5-6 t. a. b.) | Q CHAN 2009 | Mosrati                                               |
| 3  | 23 mai 2010       | Sousse, Tunisie     | Maroc      | 1-1                | Q CHAN 2011 | A. Jemal                                              |
| 4  | 5 juin 2010       | Rabat, Maroc        | Maroc      | 2-2                | Q CHAN 2011 | S. Khalifa, M. Meriah ()                              |
| 5  | 7 février 2011    | Port-Soudan, Soudan | Angola     | 1-1                | CHAN 2011   | Y. Msakni 7e                                          |
| 6  | 11 février 2011   | Port-Soudan, Soudan | Rwanda     | 3-1                | CHAN 2011   | O. Darragi 21e, Kasdaoui 32e, Z. Dhaouadi 44e         |
| 7  | 15 février 2011   | Port-Soudan, Soudan | Sénégal    | 2-0                | CHAN 2011   | Kasdaoui 45e, K. Korbi 88e                            |
| 8  | 19 février 2011   | Khartoum, Soudan    | RD Congo   | 1-0                | CHAN 2011   | Z. Dhaouadi 50e                                       |
| 9  | 22 février 2011   | Khartoum, Soudan    | Algérie    | 1-1 (5-3 t. a. b.) | CHAN 2011   | Kasdaoui 18e                                          |
| 10 | 25 février 2011   | Omdourman, Soudan   | Angola     | 3-0                | CHAN 2011   | Traoui 47e, Z. Dhaouadi 73e, O. Darragi 80e           |
| 11 | 6 juillet 2013    | Sousse, Tunisie     | Maroc      | 0-1                | Q CHAN 2014 | -                                                     |
| 12 | 13 juillet 2013   | Tanger, Maroc       | Maroc      | 0-0                | Q CHAN 2014 | -                                                     |
| 13 | 15 juin 2015      | Casablanca, Maroc   | Maroc      | 1-1                | Q CHAN 2016 | Aouadhi 40e                                           |
| 14 | 18 juin 2015      | Casablanca, Maroc   | Libye      | 0-1                | Q CHAN 2016 | -                                                     |
| 15 | 18 octobre 2015   | Radès, Tunisie      | Libye      | 1-0                | Q CHAN 2016 | Bguir 75e                                             |
| 16 | 26 octobre 2015   | Radès, Tunisie      | Maroc      | 2-3                | Q CHAN 2016 | Machani 28e, Bguir 80e                                |
| 17 | 18 janvier 2016   | Kigali, Rwanda      | Guinée     | 2-2                | CHAN 2016   | Akaichi 33e 51e                                       |
| 18 | 22 janvier 2016   | Kigali, Rwanda      | Nigeria    | 1-1                | CHAN 2016   | Akaichi 70e                                           |
| 19 | 26 janvier 2016   | Kigali, Rwanda      | Niger      | 5-0                | CHAN 2016   | Bguir 5e 39e, Akaichi 79e, Ben Amor 80e, Essifi 90+2e |
| 20 | 31 janvier 2016   | Kigali, Rwanda      | Mali       | 1-2                | CHAN 2016   | Moncer 14e                                            |
| 21 | 21 septembre 2019 | Radès, Tunisie      | Libye      | 1-0                | Q CHAN 2020 | Badri 55e                                             |
| 22 | 20 octobre 2019   | Salé, Maroc         | Libye      | 2-1                | Q CHAN 2020 | Badri 13e 89e                                         |

## Bilan
Au total, l'équipe de Tunisie a joué vingt matchs, dont la moitié s'est soldé par des nuls, avec six victoires et quatre défaites. Elle a marqué 29 buts et en a encaissé 19.
Ses meilleurs buteurs sont :
- Ahmed Akaichi : 4 buts
- Saad Bguir : 4 buts
- Slama Kasdaoui : 3 buts
- Zouhaier Dhaouadi : 3 buts
- Oussama Darragi : 2 buts